# Сила корони
«Сила корони» (угор. A korona hatalma) — науково-фантастичний роман угорського письменника Тібора Фоньоді (під псевдонімом Гаррісон Фавкетт), вперше надрукований 2000 року.
У 2009 році книгу перевидали (Tuan Kiadó) після незначних редакційних змін.
21-ша книга в серії «Таємничий всесвіт».

## Сюжет
Події роману розгортаються в 27-му столітті. Людство підкорило значну частину галактики. Угорці також сформували імперію під назвою Туранська зоряна республіка, хоча між ними все ще існують розбіжності через недавню громадянську війну. Декілька кланів з різними намірами починають цікавитися угорською Священною Короною, яка зникла століття тому. Одним із головних героїв роману є головний герой Таємничого всесвіту на ім'я Бретт Шоу.